# Участок № 14
Уча́сток № 14 — посёлок в Таловском районе Воронежской области.
Входит в состав Шанинского сельского поселения.

## Население
| 2010 |
| ---- |
| 0    |

## География
В посёлке имеется одна улица — Тенистая.